# Salacia maburensis
Salacia maburensis är en benvedsväxtart som beskrevs av A.M.W. Mennega. Salacia maburensis ingår i släktet Salacia och familjen Celastraceae. Inga underarter finns listade.